# Полуостров

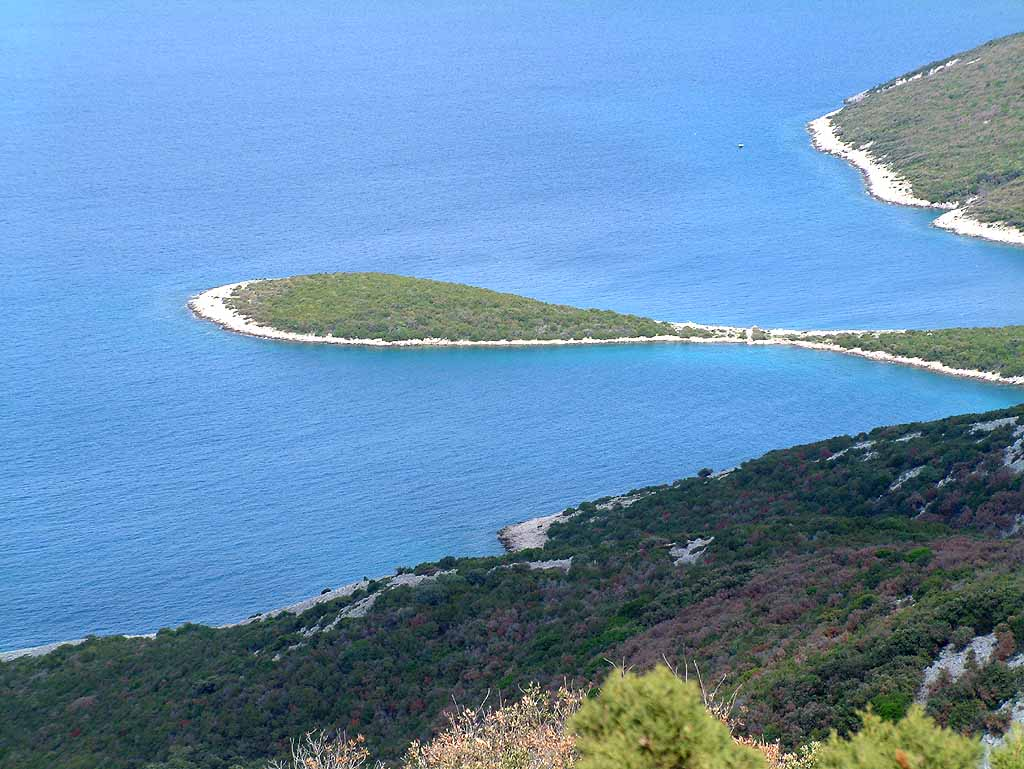
Полуостров в Хорватии

Полуо́стров — часть суши, омываемая водой с трёх сторон (морем, озером, рекой), а четвёртой примыкающая к материку, острову.
Небольшой полуостров часто называется мысом.

## Формы и сухопутные границы полуостровов
Форма полуостровов может быть различной. Некоторые полуострова отделяются от остального массива суши суженными перешейками. Например, перешейком между материком и полуостровом (Чивыркуйский перешеек) или перешейком, разделяющим два водоёма (перешеек Малакки разделяет Андаманское море и Сиамский залив Южно-Китайского моря).
Значительные по площади полуострова могут причленяться к массиву суши не перешейками, а широкими основаниями, которые иногда могут быть даже шире, чем основная часть полуострова (например, Балканский, Апеннинский, Гыданский, Кольский, Корейский полуострова).

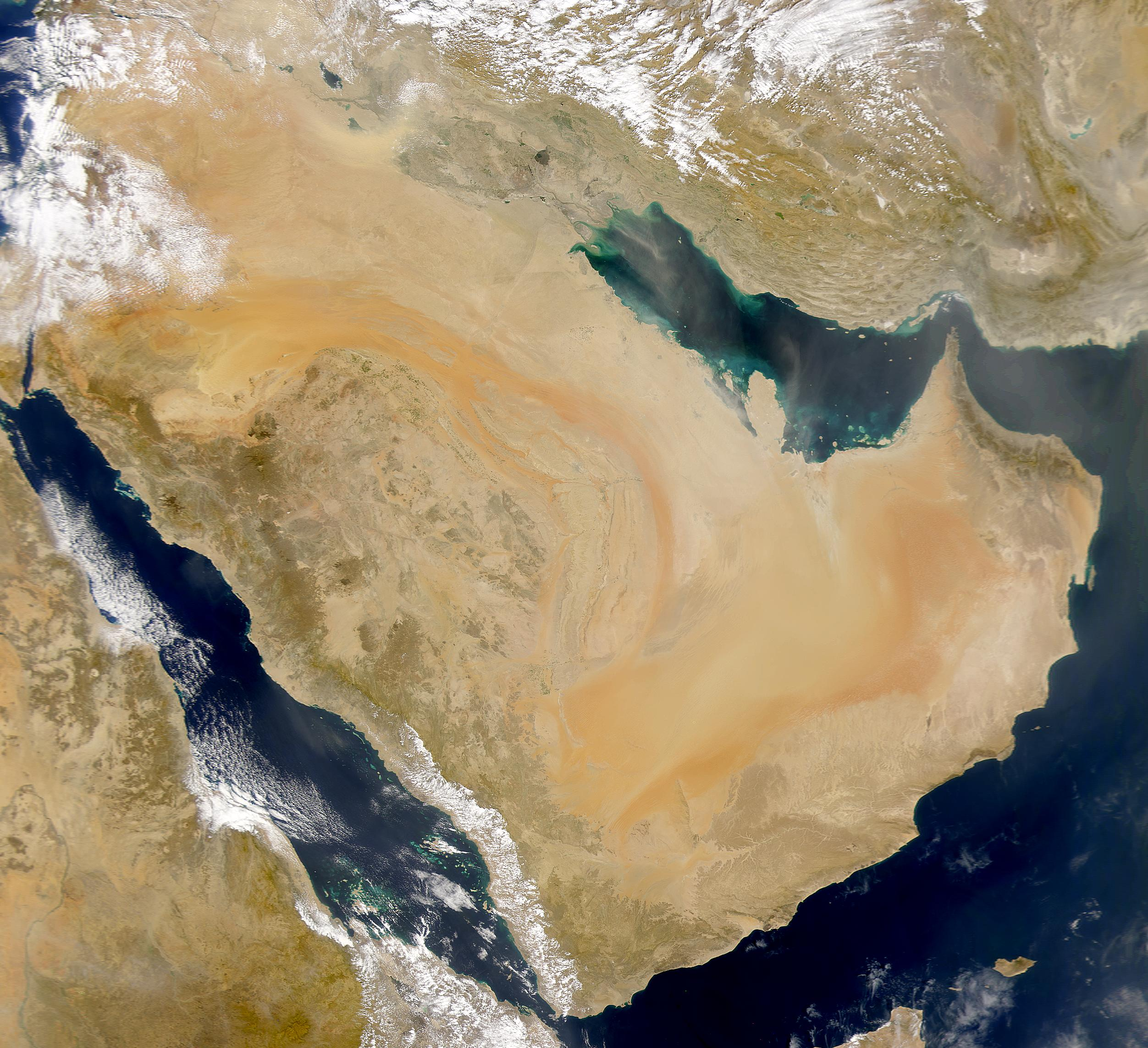
Аравийский полуостров

В отличие от острова, площадь полуострова зависит от корректности проведения его сухопутной границы. Например, Аравийский полуостров — крупнейший в мире, с общей площадью около 3 млн км².
В бытовом смысле границы полуостровов иногда воспринимаются как прямые линии, соединяющие соответствующие морские заливы в устьевых точках рек, что неверно. Проведение прямолинейной границы полуострова по кратчайшей прямой противоречит научной логике и практике географических методов; кроме того, устьевые точки рек — понятие условное, а протягивающиеся на несколько сотен километров устьевые зоны имеют сложное строение и поэтому требуют специального анализа для корректного определения точек привязки начала и окончания границы к местности.
Корректная сухопутная граница полуострова, являющегося физико-географическим объектом, — это частный случай физико-географического районирования, комплексно учитывающего факторы дифференциации географической оболочки и образование физико-географических районов. В тех случаях, когда проведение границы полуострова затруднено сложным строением приустьевых областей заливов, сформированных крупными реками, производится:
- Привязка начальной и конечной точек границы к створам нормальных русел главных рек (в створах их впадения в заливы).
- Исследование и сопоставление двух групп границ, первая из которых связана с выявлением внутренней структуры компонентов географической оболочки, вторая — с функционированием геосистем в переходной зоне от полуострова к континенту[2]:

1. к первой группе относятся границы физико-географических сред (климатических, геологических), а также границы компонентов ландшафта (морфолитогенной основы, почв и почвообразующих пород, биоты);
2. ко второй группе относятся собственные границы геосистем: ландшафтов и речных бассейнов.

Для выявления и фиксации обоих типов границ используются методы геоинформационного моделирования: методы моделирования ландшафтных местоположений и элементарных водосборов различного порядка.
Делимитация итоговой границы полуострова производится в результате сопоставления двух выше названных групп на основе бассейнового подхода в соответствии с финальными створами образующих заливы главных рек. В результате полуостров ограничивается как геосистема с единой ландшафтной структурой, организованная потоками перемещения вещества и энергии, которая является комплексным физико-географическим районом и единым регионом природопользования.